# Fi Serpentis
Fi Serpentis (φ Ser / HD 142980 / HR 5940) es una estrella situada en Serpens Caput, una de las dos regiones que forman la constelación de Serpens.
De magnitud aparente +5,54, se encuentra a 227 años luz del sistema solar.
Fi Serpentis es una subgigante naranja de tipo espectral K1IV con una temperatura efectiva entre 4493 y 4571 K, valor que varía según la fuente consultada.
Es 35 veces más luminosa que el Sol y tiene un diámetro unas 10 veces más grande que el diámetro solar; su tamaño es comparable al de η Serpentis, gigante naranja en la constelación de Serpens.
Fi Serpentis gira sobre sí misma con una velocidad de rotación proyectada de 4,6 km/s; dicho valor es sólo un límite inferior, ya que la velocidad real depende de la inclinación de su eje de rotación respecto al observador terrestre.
Fi Serpentis ostenta un contenido metálico comparable al solar, estando su índice de metalicidad [Fe/H] entre +0,01 y +0,06.
En cuanto a su edad, ésta se estima en 5300 millones de años.
Con una masa estimada de 2,2 masas solares, su cinemática corresponde a la de una estrella del disco fino.